# 毬果蝠屬
球果蝠屬（学名：Sphaerias ），是哺乳綱、翼手目、狐蝠科的一屬，而與球果蝠屬（布氏球果蝠）同科的動物尚有花面狐蝠屬（花面狐蝠）、捷果蝠屬（捷果蝠）、灰果蝠屬（灰果蝠）、果蝠屬（棕果蝠）等之數種哺乳動物。

## 下级分类
本科包括以下属：
- 布氏球果蝠 Sphaerias blanfordi (Thomas, 1891)